# Ingram zu Liebenrain

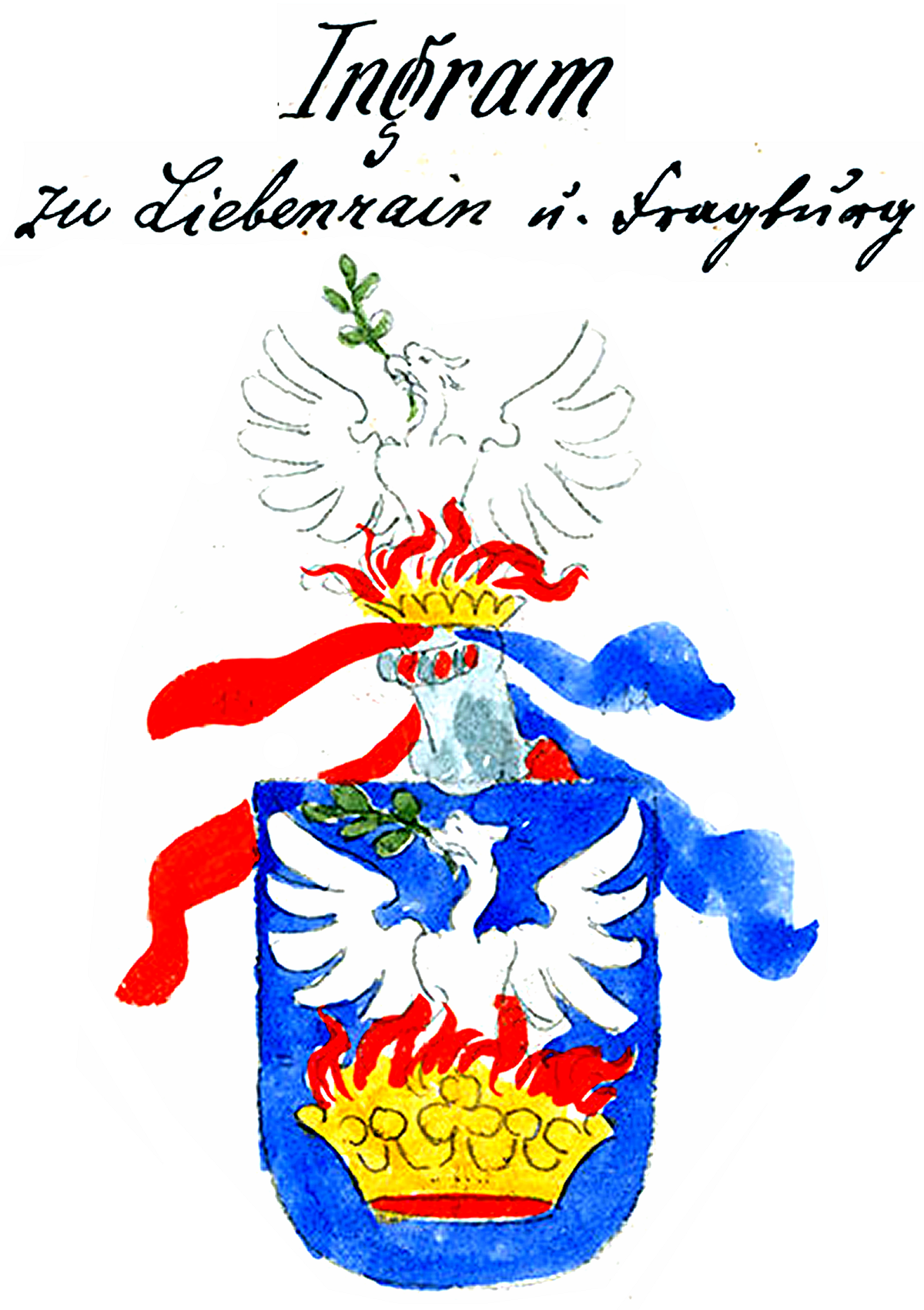
Stammwappen derer von Ingram zu Liebenrain und Fragburg

Ingram zu Liebenrain, Fragsburg und Graben, auch von Ingram zu Liebenrain bzw. von Ingram-Liebenrain, ist ein österreichisches briefadliges Geschlecht, das 1619 in den Reichsritterstand und Zweige 1672 in den erbländischen sowie 1777 in den Reichsfreiherrenstand erhoben wurden. Die Familie besteht gegenwärtig fort.

## Geschichte
Die Stammreihe des Tiroler Geschlechts beginnt mit Michael Ingram (urkundlich 1467–1477), Bürger und Mesner zu Bozen. Die Ingram erlangten am 5. Juli 1574 von Kaiser Maximilian II. einen Wappenbrief. Am 24. Dezember 1598 verlieh Kaiser Rudolf II. in Podiebrad den Brüdern Ludwig und Ignaz „Inngramb“ das Adelsdiplom. Darauf bestätigte Kaiser Ferdinand II. am 30. November 1619 in Wien den Brüdern Zacharias, Simon, Christoph und Christian von Ingram den verliehen Adel. und erhob die Familie in den Reichsritterstand. Zacharias Ingram fungierte als oberösterreichischer Rat, Kammermeister und Zolleinnehmer zu Kollmann. In Anbetracht seiner und seiner adligen Vorväter Verdienste erhielt Zacharias von Ingram am 14. Juni 1672 den erbländisch-österreichischen Freiherrenstand. Das Geschlecht wurde 1736 in den Tiroler Landstand aufgenommen. In Bruneck stiftete am 11. Juli 1778 der Seelsorger Joseph Matthias von Ingram zu Liebenrain ein Familienstipendium. Die ältere freiherrliche Linie ist noch vor Ende des 18. Jahrhunderts erloschen. Laut Diplom vom 29. Oktober 1777 verlieh Kaiser Joseph II. in Wien den Söhnen des Johann Jakob Christoph Reichsritter von Ingram zu Liebenrein, Fragburg und Graben, nämlich Johann Peter Jakob von Ingram Vizekreishauptmann in Tirol sowie Paul Zacharias von Ingram zu Liebenrain, Fragburg und Graben den Reichsfreiherrenstand.

## Besitzungen
Die freiherrliche Linie besaß Güter in Lajen bei Klausen. Das Prädikat „von Liebenrein“ bezog sich auf einen gleichnamigen 1690 erwähnten Ansitz in Kollmann hinter der Kirche. 1615 war ein vermuteter Angehöriger Eigentümer eines Hauses in Meran in den Berglauben. Seit 1655 erscheint Zacharias von Igram als Besitzer des später sogenannten Ansitzes Sternbach in Mühlau bei Innsbruck. An Stelle der heutigen Polizeikaserne in der Kaiserjägerstraße am Innsbrucker Stadtsaggen stand früher das Ingram-Schlössel. Im Laufe der Jahrhunderte verlor die Familie nach und nach an Grundbesitz und durch Erbteilung auch an Vermögen und Einfluss.

## Standeserhebungen
- 5. Juli 1574: kaiserlicher Wappenbrief
- 24. Dezember 1598: Adelsdiplom bzw. Freiheiten
- 30. November 1619: Reichsritterstand
- 14. Juni 1672: erbländischer Freiherrenstand
- 29. Oktober 1777: Reichsfreiherrenstand

## Wappen
- Stammwappen: In Blau auf brennendem Scheiterhaufen ein natürlicher Phönix, eine entwurzelte Staude mit drei grünen Blättern im Schnabel haltend. Auf auf dem Stechhelm mit rechts rot-silbernen, links blau-silbernen Decken das Schildbild.
- Wappen (1574): In Blau ein mit drei (1:2) natürlichen Ingrienblättern (Efeublättern) belegter silbernen Sparren, begleitet von drei (2:1) goldenen Sternen. Auf dem Stechhelm mit blau-goldenen Decken ein geschlossener, wie der Schild bezeichneter Flug.
- Wappen (1598): In Blau aus einer goldenen Krone schlagend natürliche Flammen, dazwischen der Phönix wie im Stammwappen. Auf dem Helm mit rechts rot-silbernen, links blau-silbernen Decken das Schildbild.
- Wappen (1619): Geviert, 1 und 4 in Rot auf brennendem Scheiterhaufen ein gold-gekrönter silberner Phönix, 2 und 3 wie 1574.; Auf dem Helm mit rechts blau-goldenen, links rot-silbernen Decken der Phönix auf dem Scheiterhaufen.
- Wappen (1672): Schild wie 1619; zwei Helme, auf dem rechten mit rot-silbernen Decken wie 1619, auf dem linken mit blau-goldenen Decken ein wachsender goldener Löwe.
- Wappen (1777): Geviert und belegt mit Herzschild wie 1574, 1 und 4 in Blau ein gold-gekrönter goldener Löwe, 2 und 3 in Rot auf brennendem Scheiterhaufen ein gold-gekrönter silberner Phönix; Drei Helme, auf dem rechten mit schwarz-goldenen Decken ein kaiserlicher gekrönter nimbierter schwarzer Doppeladler, auf dem mittleren mit blau-goldenen Decken ein wachsender goldener Löwe, auf dem linken mit rot-silbernen Decken der Phönix auf dem Scheiterhaufen.

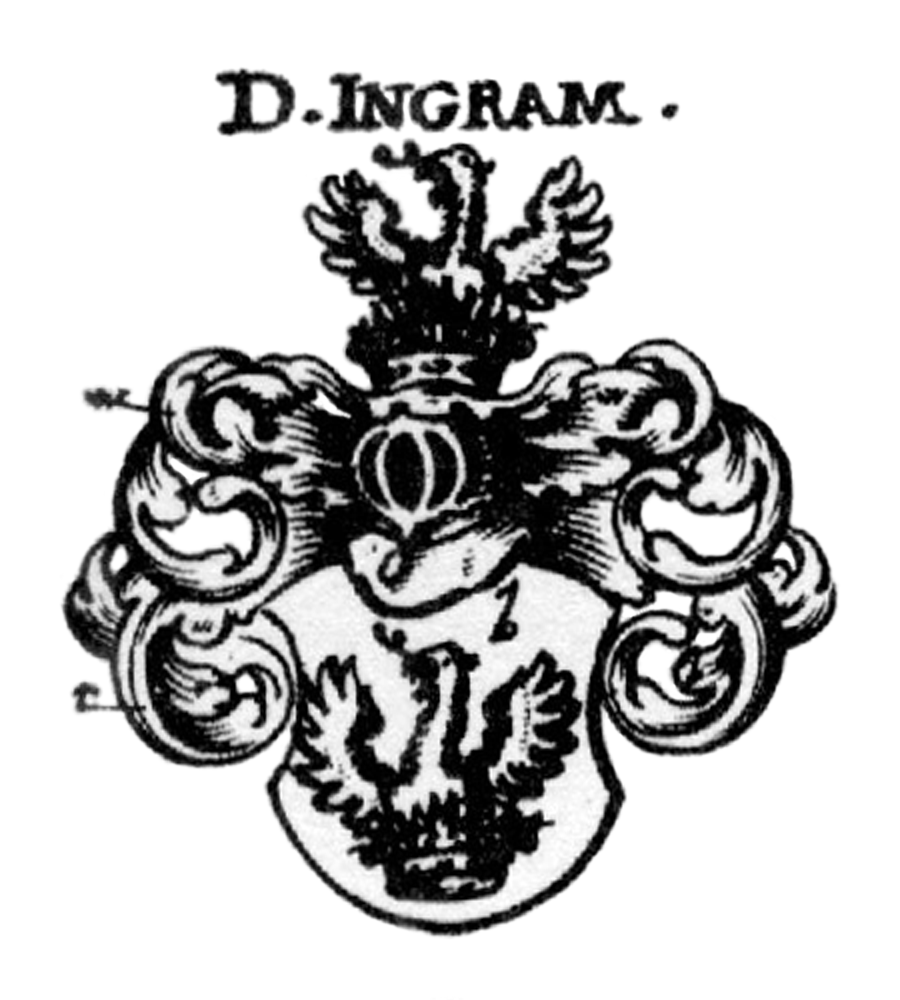
Stammwappen in Siebmachers Wappenbuch von 1702
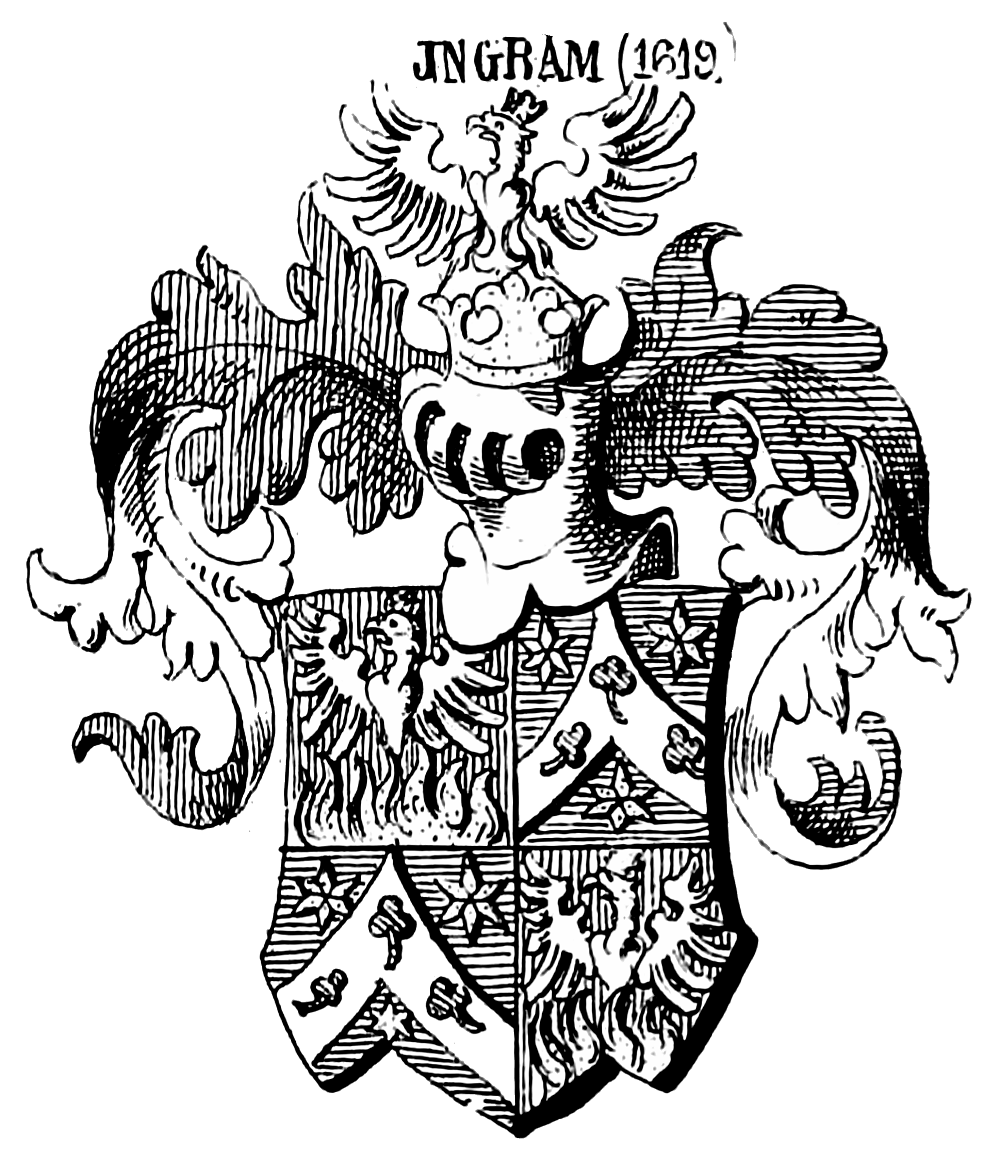
Wappen derer von Ingram (1619) in Siebmachers Wappenbüchern
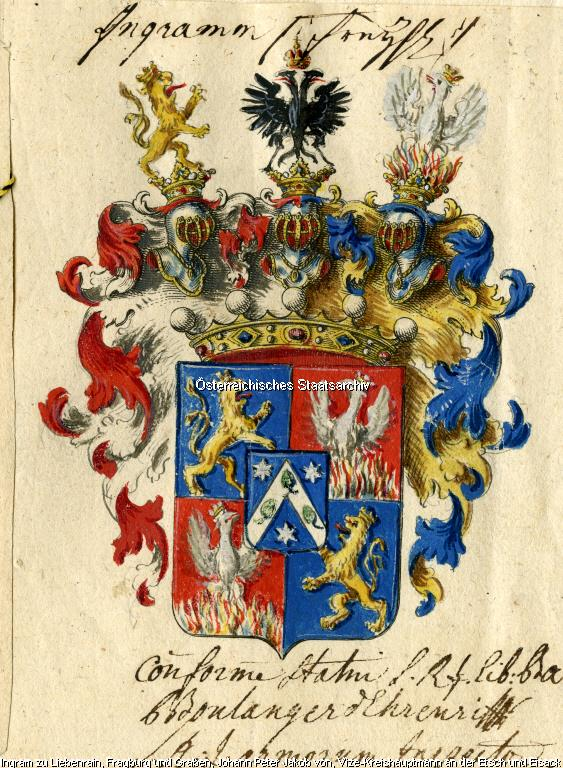
Wappen der Freiherren von Ingram zu Liebenrain, Fragburg und Graben (1777)
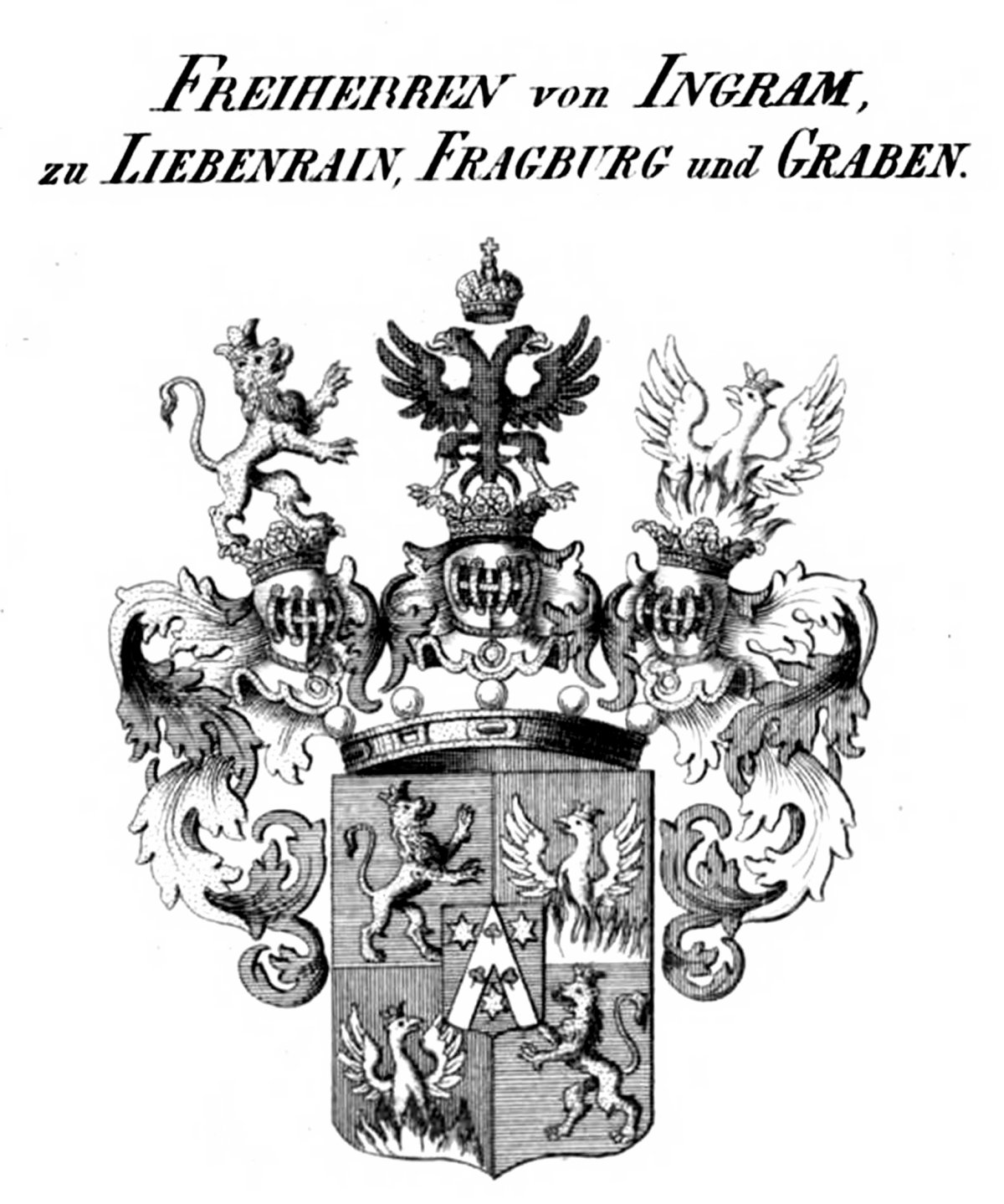
Wappen der Freiherren von Ingram zu Liebenrain, Fragburg und Graben (1777)

## Persönlichkeiten
- Hermann Ingram (1903–1995), österreichischer Kommunalpolitiker und Wehrmachtsoffizier
- Johann von Ingram (* 1806), Herr und Landmann in Tirol, Abgeordneter im österreichischen Reichsrat
- Johann Jakob von Ingram, 1785 Mitglied der Freimaurerloge Zur wahren Eintracht in Wien
- Johann Kaspar von Ingram zu Liebenrain (1784–1850), Hauptmann bei den k. k. Kaiserjägern
- Johann Peter Jakob von Ingram, Vizekreishauptmann an der Etsch
- Joseph Matthias von Ingram zu Liebenrain (1707–1783), Dechant und Pfarrer zu Bruneck im Pustertal
- Zacharias von Ingram, oberösterreichischer Rat, Kammermeister und Zolleinnehmer zu Kollmann